# Крамер, Свен
Свен Кра́мер (нидерл. Sven Kramer; род. 23 апреля 1986 года, Херенвен) — нидерландский конькобежец, один из наиболее титулованных спортсменов в истории этого вида спорта; 4-кратный олимпийский чемпион, 9-кратный чемпион мира в классическом многоборье (рекорд среди мужчин), 21-кратный чемпион мира на отдельных дистанциях (рекорд среди мужчин и женщин), 10-кратный чемпион Европы в классическом многоборье (рекорд среди мужчин), и 2-кратный на отдельных дистанциях, 26-кратный чемпион Нидерландов, (рекорд среди мужчин и женщин). Занимает третье место в рейтинге Adelskalender.

## Карьера

### Сезон 2004/05
Дебют Свена Крамера на мировой спортивной арене мог состояться ещё в сезоне 2003/2004. Тогда он должен был выступить на национальных соревнованиях на дистанции 5000 м. Однако за два дня до старта Крамер травмировал лодыжку, в результате чего не смог выйти на лёд. Весь чемпионат он наблюдал по телевизору, лёжа в больничной палате по соседству с легендарным голландским конькобежцем Ринтье Ритсма, который также травмировал лодыжку во время занятий кайтсёрфингом.
Позже, на чемпионате мира среди юниоров в ноябре 2004 года Крамер занял второе место, а уже через два месяца завоевал золото на чемпионате Нидерландов в классическом многоборье. Таким образом, Свен Крамер стал одним из самых молодых чемпионов Голландии (ему было 18 лет). По итогам европейского и мирового чемпионатов Крамер занял второе и третье место в общем зачёте.
После неожиданного прорыва Свен Крамер вместе с чемпионкой мира среди юниоров Ирен Вюст заключил контракт с известным клубом TVM.

### Сезон 2005/2006 и Олимпиада-2006 в Турине
Свой первый год за команду TVM молодой конькобежец провёл на высоком уровне. В ноябре 2005 года во время чемпионата в Солт-Лейк-Сити им был установлен мировой рекорд на дистанции 5000 метров, которую он пробежал за 6 мин 8,78 сек. На последних кругах Крамер пробегал каждый новый круг с ускорением на 1 секунду.
Начало сезона явилось для Крамера репетицией зимней Олимпиады 2006 года, проходившей в Турине. Во время квалификационного турнира в декабре 2005 года он обеспечил себе участие в Олимпиаде на дистанциях 5000 и 10000 метров. Квалификация и на дистанцию 1500 метров стало полной неожиданностью даже для самого конькобежца (на чемпионате Европы в Хамаре он не вошёл в число призёров на этой дистанции, заняв четвёртое место).
Первой наградой для 19-летнего спортсмена на Олимпиаде стало серебро на дистанции 5000 метров. Во время командной гонки (новой олимпийской дисциплины) пелотон, состоявший из Эрбена Веннемарса, Карла Верхейена и Свена Крамера, был реальным претендентом на золото после первых кругов. На заключительном этапе полуфинальной гонки Крамер наступил на разметочный флажок. В результате падения конькобежца Нидерланды не вышли финал, но выиграли забег за 3-е место и завоевали бронзовую медаль. Золотую награду в новой дисциплине выиграла команда Италии. По результатам забега на 1500 метров Крамер занял 15-е место, а на дистанции 10000 метров — 7-е место.
Основной акцент в сезоне 2005/2006 был сделан на длинные дистанции, где у Свена Крамера были наилучшие шансы на победы. По результатам чемпионата Европы по классическому многоборью в Хамаре он стал четвёртым. Во время мирового многоборья 2006 года в Калгари Крамер установил мировой рекорд на десяти километрах. Это, а также дисквалификация американца Чэда Хедрика, позволило Крамеру завоевать третье место на чемпионате.

### Сезон 2006/2007
В сезоне 2006/2007 Свен Крамер выиграл все соревнования, в которых принимал участие. Он стал безусловным победителем на национальных соревнованиях 2007 в Херенвене и первым, кто смог выиграть золотую медаль на всех трёх дистанциях (1500, 5000 и 10000 метров). Во время мирового первенства 2007 года, которое также прошло в Херенвене, ему удалось установить рекорд на 10000 метров (12 мин 49,88 сек). Уже на следующем чемпионате на отдельных дистанциях в Солт-Лейк-Сити он улучшил этот результат более чем на 8 секунд (12 мин 41,69 сек). Помимо того, в марте на этапе Кубка мира в Калгари им был установлен мировой рекорд на дистанции 5000 метров (6 мин 7,48 сек). За заслуги на льду в конце сезона Крамер получил престижный норвежский конькобежный «Трофей Оскара Матисена» (норв. Oscarstatuetten) и стал лучшим спортсменом 2007 года в Нидерландах.

### Сезон 2007/2008

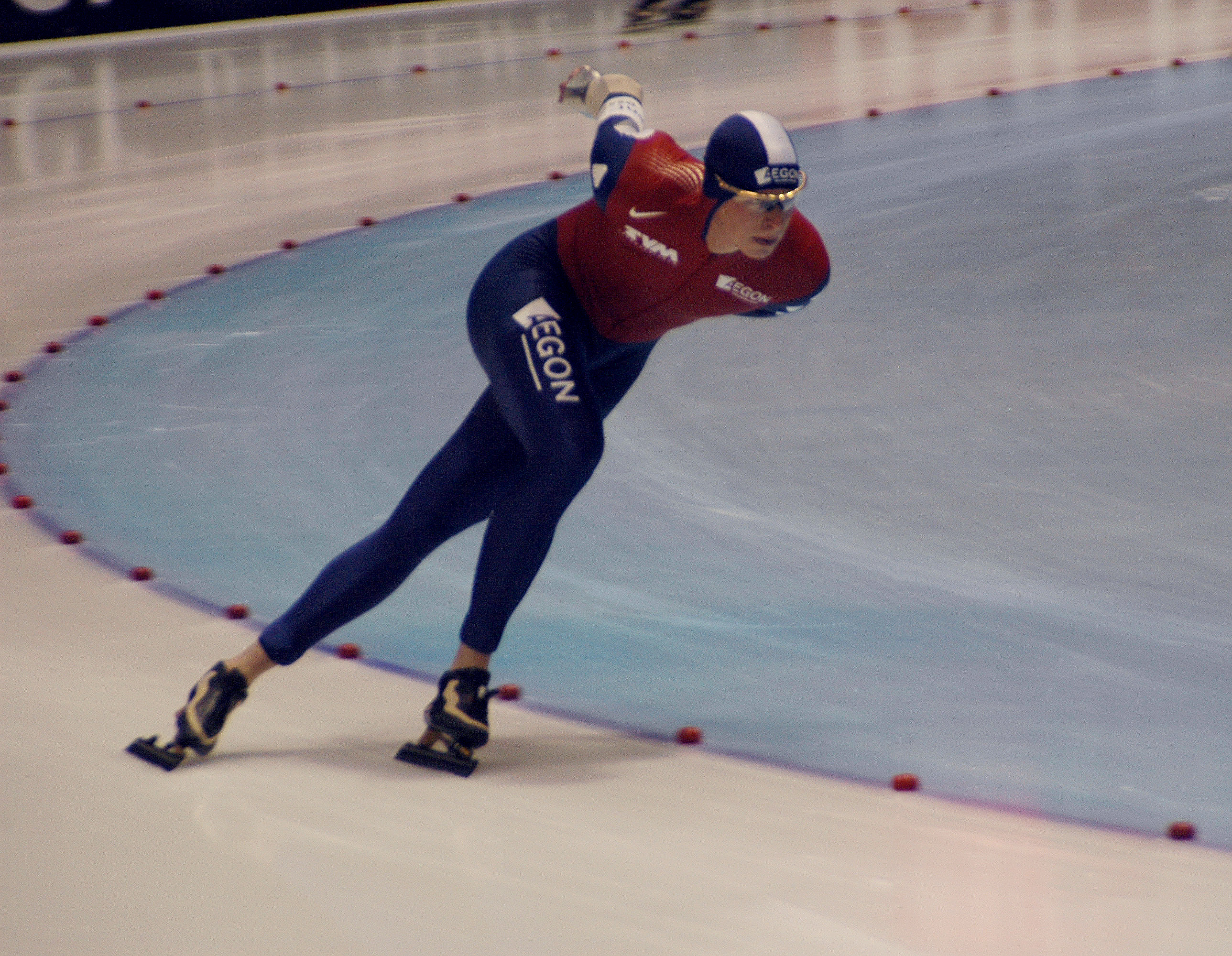
Этап Кубка мира 2007/2008

Сезон 2007/2008 явился успешным продолжением предыдущего. Однако начался он с неприятности: на первом же этапе соревнований за Кубок мира в Солт-Лейк-Сити Свен уступил свой рекорд на 5000 метров итальянцу Энрико Фабрису (6 мин 7,40 сек). Но через неделю последовал реванш: Крамер улучшил рекорд Фабриса на 4 секунды (6 мин 3,32 сек). По итогам чемпионата Нидерландов по классическому многоборью в Гронингене Крамер стал абсолютным победителем, выиграв золото на всех четырёх дистанциях, что до него смог сделать лишь Кеес Феркерк в 1966 году. В январе 2008 года на льду коломенского стадиона «Коломна» Крамер подтвердил свой титул чемпиона Европы в мужском многоборье. Во время чемпионата мира в Берлине в феврале 2008 года Крамер во второй раз в своей карьере одержал победу. Также он подтвердил титул чемпиона в командной гонке, на дистанциях 5000 и 10000 метров.

### Сезон 2008/2009
В сезоне 2008/2009 Крамер вновь занял первое место на чемпионате страны, чемпионатах Европы и мира.
Таким образом, за три сезона Свен Крамер одержал множество побед и стал четырёхкратным чемпионом Голландии, трёхкратный чемпионом Европы и трижды обладателем Кубка Мира в классическом многоборьe. А также он вошёл в историю мирового конькобежного спорта, став чемпионом мира по многоборью три сезона подряд. До Крамера известны четыре спортсмена, которым это удалось: Оскар Матисен, Эрик Хайден, Ард Схенк и Ялмар Андерсен.

### Олимпиада-2010 в Ванкувере

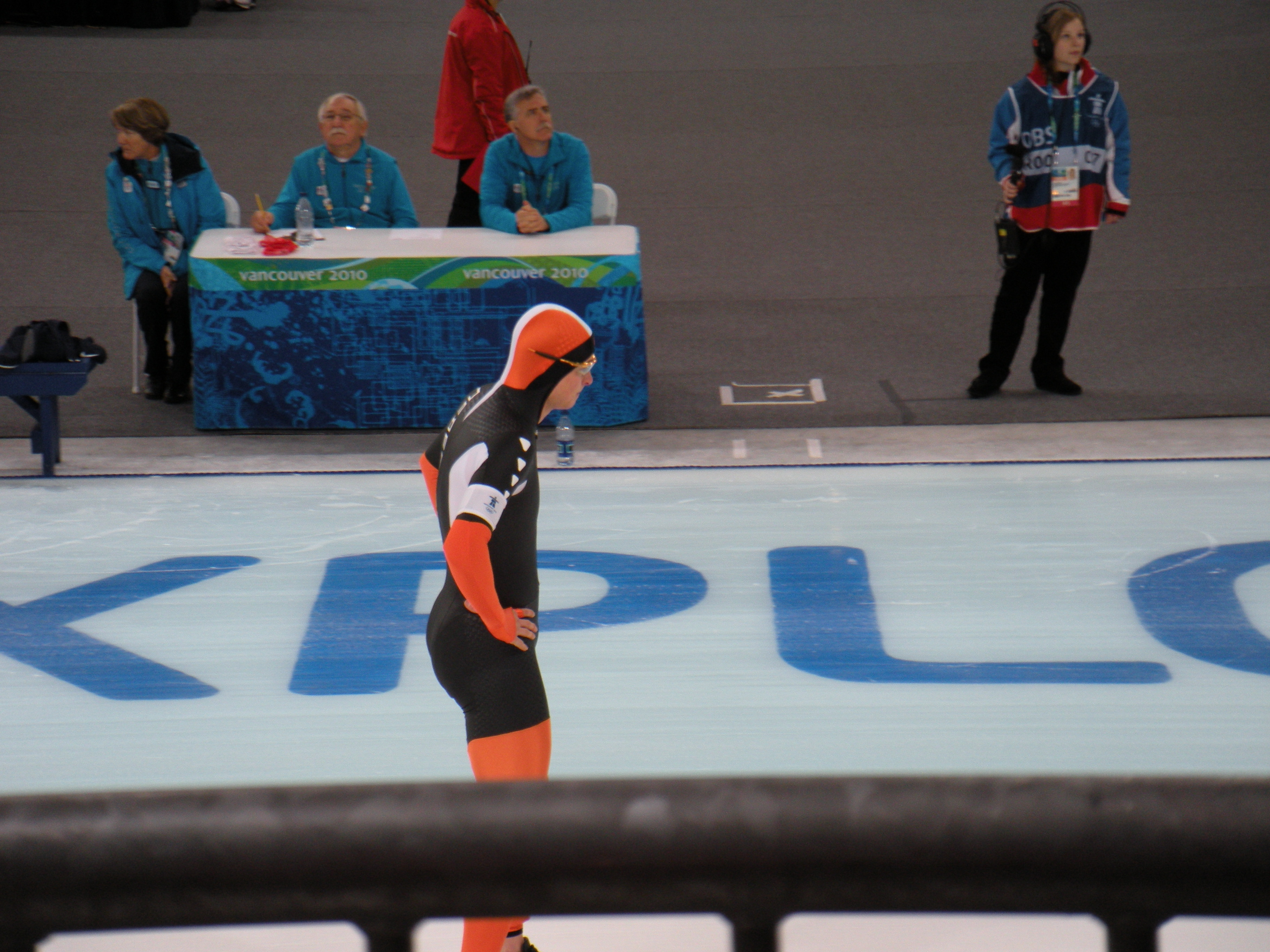
Свен перед стартом олимпийских 5000 м, которые он выиграл

На Олимпиаде 2010 в Ванкувере Свен Крамер выступил на дистанциях 1500, 5000 и 10000 метров, а также в командной гонке. На дистанции 5000 метров Свен завоевал золотую медаль, установив новый олимпийский рекорд — 6:14,60 сек. На дистанции 1500 метров он выступил менее удачно, заняв лишь 8-е место и уступив победителю Марку Тёйтерту 1,83 сек. На дистанции 10 000 метров, где Свен Крамер последние 3 года был безоговорочным фаворитом, произошла сенсация: Крамер, финишировавший первым с преимуществом более 4 секунд, через несколько минут был дисквалифицирован, так как за 8 кругов до финиша совершил ошибку при прохождении дистанции, зайдя в поворот не по внешней, а по внутренней дорожке. Вину на себя взял тренер Крамера Герард Кемкерс, который неверно подсказал Свену о смене дорожки.

### Пропуск сезона и возвращение
Перед началом сезона 2010/2011 Свен получил травму бедра, из-за которой испытывал боли и не мог бегать в полную силу. В результате Свену пришлось пропустить весь сезон, чтобы вылечить бедро.
В сезоне 2011/2012 вернулся в элиту мировых коньков завоевав второе место на первом этапе Кубка мира в Челябинске (проиграл Йорриту Бергсма) и выиграв второй этап в Астане на дистанции 5000 метров. На третьем этапе в Херенвене на дистанции 10 000 метров занял только 9 место.
В январе 2012 года в Будапеште выиграл чемпионат Европы в пятый раз, а через месяц, в Москве стал пятикратным чемпионом мира в классическом многоборье. По количеству титулов на чемпионатах мира в классическом многоборье сравнялся с Класом Тунбергом и Оскаром Матисеном.

### Сезон 2012/2013
В сентябре перед началом сезона упал, работая у себя в саду, и получил травму спины. Участие в чемпионате Нидерландов на отдельных дистанциях было под вопросом. Однако несмотря на травму принял участие в забеге на 5000 метров чемпионата Нидерландов, который выиграл. На дистанциях 1500 и 10000 метров участвовать не стал.
Выиграл чемпионат Европы в шестой раз и чемпионат мира в классическом многоборье в шестой раз, став самым выдающимся конькобежцем на чемпионатах мира в многоборье.

### Олимпийские игры 2018 года
В первой гонке на Олимпиады 2018 года в Корее, на дистанции 5000 метров, Крамер вновь завоевывает золотую олимпийскую медаль, победив с результатом 6.09,76 (олимпийский рекорд). Там же Крамер стал бронзовым призёром в командной гонке.
12 марта 2022 года на катке «Тиалф» прошла церемония, посвящённая завершению спортивной карьеры Крамера и Ирен Вюст, на мероприятии присутствовал король Нидерландов Виллем-Александр.

## Достижения

### Олимпийские игры

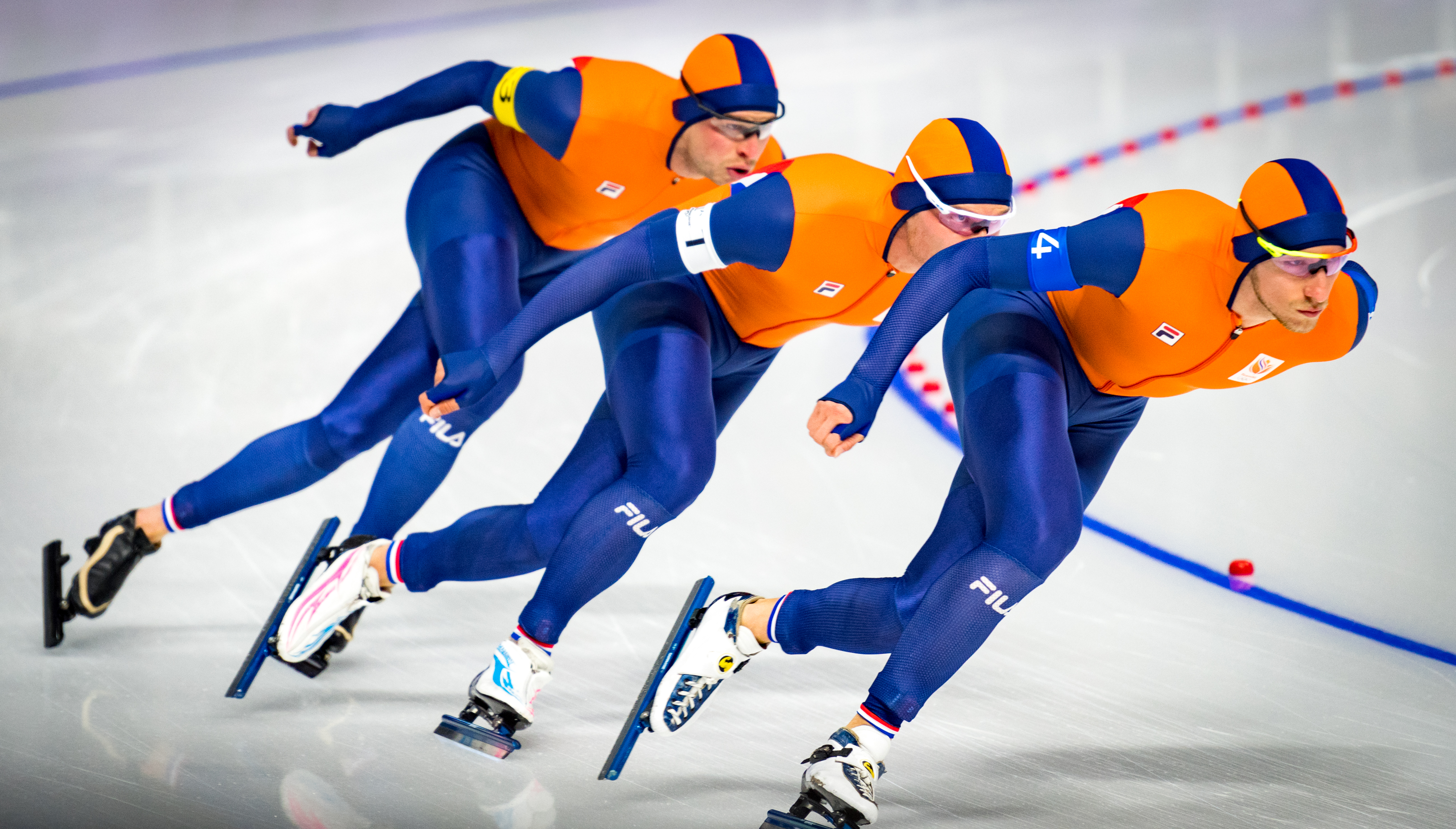
Крамер (слева) в командной гонке на Олимпийских играх 2018 года

| Олимпийские игры | 500 м | 1000 м | 1500 м | 5000 м | 10 000 м | Масс-старт | Команда |
| ---------------- | ----- | ------ | ------ | ------ | -------- | ---------- | ------- |
| 2006 Турин       | —     | —      | 15     | 2      | 7        | н/д        | 3       |
| 2010 Ванкувер    | —     | —      | 13     | 1 OR   | DSQ      | н/д        | 3       |
| 2014 Сочи        | —     | —      | —      | 1 OR   | 2        | н/д        | 1 OR    |
| 2018 Пхёнчхан    | —     | —      | —      | 1 OR   | 6        | 16         | 3       |
| 2022 Пекин       | —     | —      | —      | 9      | —        | 16         | 4       |

### Классическое многоборье (общий зачёт)
| Чемпионат мира | Чемпионат мира | Чемпионат мира |
| Город          | Год            | Место          |
| -------------- | -------------- | -------------- |
| Москва         | 2005           | 3-е            |
| Калгари        | 2006           | 3-е            |
| Херенвен       | 2007           | 1-е            |
| Берлин         | 2008           | 1-е            |
| Хамар          | 2009           | 1-е            |
| Херенвен       | 2010           | 1-е            |
| Москва         | 2012           | 1-е            |
| Хамар          | 2013           | 1-е            |

| Чемпионат Европы | Чемпионат Европы | Чемпионат Европы |
| Город            | Год              | Место            |
| ---------------- | ---------------- | ---------------- |
| Херенвен         | 2005             | 2-е              |
| Хамар            | 2006             | 4-е              |
| Коллалбо         | 2007             | 1-е              |
| Коломна          | 2008             | 1-е              |
| Херенвен         | 2009             | 1-е              |
| Хамар            | 2010             | 1-е              |
| Будапешт         | 2012             | 1-е              |
| Херенвен         | 2013             | 1-е              |
| Челябинск        | 2015             | 1-е              |
| Минск            | 2016             | 1-е              |
| Херенвен         | 2017             | 1-е              |

| Чемпионат Нидерландов | Чемпионат Нидерландов | Чемпионат Нидерландов |
| Город                 | Год                   | Место                 |
| --------------------- | --------------------- | --------------------- |
| Херенвен              | 2005                  | 1-е                   |
| Херенвен              | 2007                  | 1-е                   |
| Гронинген             | 2008                  | 1-е                   |
| Херенвен              | 2009                  | 1-е                   |
| Херенвен              | 2013                  | 1-е                   |
| Херенвен              | 2015                  | 1-е                   |

### Мировые рекорды
Является многократным рекордсменом мира на дистанциях 5000 и 10000 метров. 11 марта 2007 года вместе с Эрбеном Веннемарсом и Карлом Верхейном установил рекорд мира в командной гонке.
| Дистанция       | Время    | Дата            | Место          | Побит           | Кем           |
| --------------- | -------- | --------------- | -------------- | --------------- | ------------- |
| 5,000 м         | 6:08,78  | 19 ноября 2005  | Солт-Лейк-Сити | 3 марта 2007    | самим         |
| 10,000 м        | 12:51,61 | 19 марта 2006   | Калгари        | 11 февраля 2007 | самим         |
| 10,000 м        | 12:49,88 | 11 февраля 2007 | Херенвен       | 10 марта 2007   | самим         |
| 5,000 м         | 6:07,48  | 3 марта 2007    | Калгари        | 10 ноября 2007  | Энрико Фабрис |
| 10,000 м        | 12:41,69 | 10 марта 2007   | Солт-Лейк-Сити | 21 ноября 2015  | Тед-Ян Блумен |
| Командная гонка | 3.37,80  | 11 марта 2007   | Солт-Лейк-Сити | —               | —             |
| 5,000 м         | 6:03,32  | 17 ноября 2007  | Калгари        | 11 декабря 2017 | Тед-Ян Блумен |
| 3,000 м         | 3:37,15  | 17 ноября 2007  | Калгари        | —               | —             |

### Медали
| Чемпионат Нидерландов                        | Чемпионат Нидерландов | Чемпионат Нидерландов | Чемпионат Нидерландов |
| -------------------------------------------- | --------------------- | --------------------- | --------------------- |
| Соревнования                                 | Золото                | Серебро               | Бронза                |
| Отдельные дистанции                          | 11                    | 2                     | 4                     |
| Классическое многоборье                      | 8                     | 3                     | 2                     |
| Классическое многоборье (итоговый результат) | 4                     | 0                     | 0                     |
| Чемпионат Европы                             |                       |                       |                       |
| Соревнования                                 | Золото                | Серебро               | Бронза                |
| Классическое многоборье                      | 13                    | 5                     | 2                     |
| Классическое многоборье (итоговый результат) | 5                     | 1                     | 0                     |
| Чемпионат мира                               |                       |                       |                       |
| Соревнования                                 | Золото                | Серебро               | Бронза                |
| Чемпионат среди юниоров                      | 3                     | 1                     | 0                     |
| Чемпионат среди юниоров (итоговый результат) | 2                     | 1                     | 0                     |
| Чемпионат мира на отдельных дистанциях       | 11                    | 1                     | 2                     |
| Классическое многоборье                      | 12                    | 1                     | 2                     |
| Классическое многоборье (итоговый результат) | 5                     | 0                     | 2                     |
| Кубок мира                                   |                       |                       |                       |
| Соревнования                                 | Золото                | Серебро               | Бронза                |
| Отдельные этапы Кубка мира                   | 32                    | 4                     | 0                     |
| Кубок мира (итоговый результат)              | 5                     | 4                     | 1                     |
| Олимпийские игры                             | 1                     | 1                     | 2                     |
| Общее количество медалей                     | 111                   | 24                    | 15                    |

## Спортивные достижения
| Год  | Чемпионат Нидерландов на отдельных дистанциях | Чемпионат Нидерландов в многоборье | Чемпионат Европы   | Чемпионат мира (многоборье) | Чемпионат мира (отдельные дистанции)           | Олимпийские игры                                              | Кубок мира                                                       | Чемпионат мира среди юниоров             |
| ---- | --------------------------------------------- | ---------------------------------- | ------------------ | --------------------------- | ---------------------------------------------- | ------------------------------------------------------------- | ---------------------------------------------------------------- | ---------------------------------------- |
| 2004 |                                               |                                    |                    |                             |                                                |                                                               |                                                                  | · (13e, , 11e, 4e) · DNF командная гонка |
| 2005 | 16e 1500 м 4e 5000 м                          | · (4e, , 4e, )                     | · (10e, , 4e, )    | · (7e, 6e, 6e, )            |                                                | 12e 5000/10000 м                                              | · (6e, , ) · командная гонка                                     |                                          |
| 2006 | 1500 м · 5000 м · 10000 м                     |                                    | 4e · (18e, , 8e, ) | · (14e, , 13e, )            |                                                | 15e 1500 м · 5000 м · 7e 10000 м · командная гонка            | 5000/10000 м · командная гонка                                   |                                          |
| 2007 | 1500 м · 5000 м · 10000 м                     | · (4e, , )                         | · (5e, , )         | · (5e, , 6e, )              | 5000 м · 10000 м · командная гонка             |                                                               | 22e 1500 м · 5000/10000 м · командная гонка                      |                                          |
| 2008 | 1500 м · 5000 м · 10000 м                     | · (, )                             | · (, )             | · (, , 4e, )                | 1500 м · 5000 м · 10000 м · командная гонка    | 7e 1500 м · 5000/10000 м · командная гонка                    |                                                                  |                                          |
| 2009 | 1500 м · 5000 м · 10000 м ·                   | · (, )                             | · (5e, , )         | · (6e, , )                  | 8e 1500 м · 5000 м · 10000 м · командная гонка | 8e 1500 м · 5000/10000 м · 7e командная гонка                 |                                                                  |                                          |
| 2010 | 10e 1500 м · 5000 м · 10000 м ·               |                                    | · (4e, , )         | · (6e, , 4e, )              |                                                | 13e 1500 м · 5000 м · DQ 10000 м · командная гонка            | 27e 1500 м · 4e 5000/10000 м · командная гонка                   |                                          |
| 2011 |                                               |                                    |                    |                             |                                                |                                                               |                                                                  |                                          |
| 2012 | 5000 м · 10000 м                              |                                    | · (12e, , )        | · (8e, , 4e, )              | 5000 м · командная гонка                       | 32e 1500 м · 5000/10000 м · командная гонка · 10e Общий зачёт |                                                                  |                                          |
| 2013 | 5000 м                                        | · (5e, )                           | · (7e, 8e, )       | · (9e, 4e, )                | 5000 м · 10000 м · командная гонка             | 5000/10000 м · командная гонка · 7e Общий зачёт               |                                                                  |                                          |
| 2014 | 5000 м · 10000 м                              | DQ (4e, DQ, NS, NS)                |                    |                             |                                                | WDR 1500 м · 5000 м · 10000 м · командная гонка               | 5000/10000 м · командная гонка · 12e Общий зачёт                 |                                          |
| 2015 | 1500 м · 5000 м · 9e 10000 м                  | · (4e, , )                         | · (10e, , 5e, )    | · (10e, , )                 | 5000 м · командная гонка                       |                                                               | 14e 1500 м · 9e 5000/10000 м · командная гонка · 19e Общий зачёт |                                          |
| 2016 | 8e 1500 м · 5000 м · 10000 м                  |                                    | · (4e, , 5e, )     | · (9e, , )                  | 5000 м · 10000 м                               |                                                               |                                                                  |                                          |
| 2017 |                                               |                                    | · (8e, , )         |                             | 1500 м · 5000 м · 10000 м                      |                                                               |                                                                  |                                          |

- дистанции (500 м, 5000 м, 1500 м, 10000 м)
- дистанции на юниорских чемпионатах: (500 м, 3000 м, 1500 м, 5000 м)

## Награды
- 2007 год - признан голландским спортсменом года.
- 2010 год - награжден орденом Нидерландского льва после его успеха на дистанции 5000 метров на зимних Олимпийских играх 2010 года в Ванкувере.
- с 2007 по 2016 год - выигрывал премию Ard Schenk Award, присуждаемую лучшему голландскому конькобежцу.
- 2007, 2017 год - вручена награда Оскара Матисена за выдающееся или особое достижение в предыдущем сезоне.
- 2022 год - в его честь был назван корнер на "Тьялф арене" в Херенвене.
- 2022 год - назначен офицером ордена Оранского-Нассау в Нидерландах.
- 19 октября 2022 года - удостоен награды за выдающуюся спортивную карьеру и свои олимпийские достижения Международной ассоциацией олимпийских комитетов (ANOC).[7]
- 28 декабря 2022 года - получил собственную первую в истории "медаль Свена Крамера", которая является данью уважения впечатляющей карьере конькобежца и был выпущен Королевским монетным двором Нидерландов в сотрудничестве с Академией Свена Крамера и командой Jumbo-Visma

## Личные сведения
Свен Крамер является сыном голландского конькобежца Йепа Крамера, вице-чемпиона Европы 1983 года. Йеп выступал на Олимпийских играх 1980 и 1984 годов, но выше 9-го места не поднимался. Младшая сестра Свена Брехт Крамер также занимается конькобежным спортом. С декабря 2007 года Крамер состоит в отношениях с участницей национальной сборной Нидерландов по хоккею на траве, двукратной олимпийской чемпионкой 2008 и 2012 годов Наоми ван Ас. 21 октября 2018 году у них родилась дочка Каэ Робин, а 10 августа 2022 года родился сын Декс. Они живут с 2021 года в Амстелвене. По словам Крамера, именно благодаря встрече с Наоми он обрел покой и стал психологически устойчивым. Он открыл Академию Свена Крамера в августе 2020 года для обучения всех желающих конькобежному спорту в Нидерландах. С января 2024 года Свен стал совладельцем команды "Jumbo-Visma" вместе с Жаком Ори.